# Головинський (район Москви)
Головинський — район і відповідне йому однойменне внутрішньоміське муніципальне утворення в Москві (Росія). Район входить у Північний адміністративний округ.
В даний час це найбільший промисловий і житловий район в Північному окрузі міста Москви з добре розвиненою транспортною інфраструктурою.